# Gainford
Gainford – wieś w Anglii, w hrabstwie Durham. Leży 28 km na południowy zachód od miasta Durham i 354 km na północ od Londynu.